# Acrotomus angustatus
Acrotomus angustatus là một loài tò vò trong họ Ichneumonidae.